# Liste des chapitres de Food Wars!
Cet article est un complément de l'article sur le manga Food Wars!. Il contient la liste des volumes du manga parus en presse du tome 1 au tome 36, avec les chapitres qu’ils contiennent.

## Volumes reliés

### Tomes 1 à 10
| no | Japonais         | Japonais          | Français          | Français          |
| no | Date de sortie   | ISBN              | Date de sortie    | ISBN              |
| --- | ---------------- | ----------------- | ----------------- | ----------------- |
| 1 | 4 avril 2013     | 978-4-08-870721-1 | 10 septembre 2014 | 978-2-7560-6186-3 |
| Un désert sans fin (果て無き荒野, Hate naki kōya) Dos du tome : Sôma YukiharaListe des chapitres : - Plat n°1 : Un désert sans fin (果て無き荒野, Hate naki kōya) - Plat n°2 : Palais Divin (神の舌, Kami no shita) - Plat n°3 : Riz furikaké revisité (『化ける』ふりかげ, "Bakeru" Furikake) - Plat n°4 : Le parrain qui parlait de diamants (魔王、『玉』を語る, Maō, "gyoku" o kataru) - Plat n°5 : Le chef qui ne sourit jamais (この料理人は笑わない, Kono Ryōrijin wa Warawanai) - Hors d'œuvre n°1 : Chapitre spécial (食戟のソーマ: 読み切り版, Shokugeki no Soma: Yomikiri-ban) - Hors d'œuvre n°2 : Le journal intime de Kurasé (番外編『倉瀬さんの日記』, Bangaihen: Kurase-san no nikki) |                  |                   |                   |                   |
| 2 | 4 juin 2013      | 978-4-08-870762-4 | 13 novembre 2014  | 978-2-7560-6187-0 |
| La reine de glace et l'ouragan printanier (氷の女王と春の嵐, Kōri no joō to haru no arashi) Dos du tome : Erina NakiriListe des chapitres : - Plat n°6 : Marie de l'Étoile Polaire (極星の聖母, Kyokusei no Maria) - Plat n°7 : Sans foi, ni loi (無法地帯, Muhō chitai) - Plat n°8 : Un plat qui invite le printemps (春を呼ぶ皿, Haru o yobu sara) - Plat n°9 : La reine de glace et l'ouragan printanier (氷の女王と春の嵐, Kōri no joō to haru no arashi) - Plat n°10 : Le prédateur carnivore (肉の侵略者, Niku no shinryakusha) - Plat n°11 : La veille de la bataille (対決前夜, Taiketsu zen'ya) - Plat n°12 : Sur le ring (戦場に臨む, Senjō ni nozomu) - Plat n°13 : Le don paisible et le don enflammé (静かなる丼、雄弁な丼, Shizukanaru don, yūben'na don) - Plat n°14 : Le jardin de Mégumi (惠の庭, Megumi no niwa) |                  |                   |                   |                   |
| 3 | 2 août 2013      | 978-4-08-870787-7 | 11 février 2015   | 978-2-7560-6568-7 |
| La recette parfaite (至上のルセット, Shijō no rusetto) Dos du tome : Mégumi TadokoroListe des chapitres : - Plat n°15 : Friction et élitisme (摩擦と選良, Masatsu to senryō) - Plat n°16 : Une symphonie de créativité (発想と創造の協奏曲, Hassō to sōzō no kyōsōkyoku) - Plat n°17 : La splendeur cachée dans les montagnes (山を彩る衣, Yama o irodoru koromo) - Plat n°18 : Les germes d'une idée (アイデアの種, Aidea no tane) - Plat n°19 : Une âme étincelante (火花散る魂, Hibana chiru tamashī) - Plat n°20 : La déclaration (宣告, Senkoku) - Plat n°21 : La recette parfaite (至上のルセット, Shijō no rusetto) - Hors d'œuvre n°1 : Nos petits conseils amoureux () - Hors d'œuvre n°2 : Cuoco in Italia () |                  |                   |                   |                   |
| 4 | 4 septembre 2013 | 978-4-08-870822-5 | 8 avril 2015      | 978-2-7560-6719-3 |
| Ressemblances (その面影, Sono omokage) Dos du tome : Ikumi MitoListe des chapitres : - Plat n°22 : Les diplômés (卒業生達, Sotsugyōsei-tachi) - Plat n°23 : Preuve d'existence (存在の証明, Sonzai no shōmei) - Plat n°24 : Le magicien venu de l'Est (東から来た魔術師, Azuma kara kita majutsushi) - Plat n°25 : Ressemblances (その面影, Sono omokage) - Plat n°26 : Mémoires d'un plat (ひと皿の記憶, Hito sara no kioku) - Plat n°27 : L'amertume de la défaite (敗北の苦み, Haiboku no nigami) - Plat n°28 : Nuit blanche (誰も寝てはならぬ, Dare mo nete wa naranu) - Plat n°29 : Les œufs de l'aube (夜明け前の卵たち, Yoake mae no tamago-tachi) - Plat n°30 : L'écueil de la présomption (想定の陥穽, Sōtei no kansei) |                  |                   |                   |                   |
| 5 | 4 décembre 2013  | 978-4-08-870855-3 | 24 juin 2015      | 978-2-7560-6909-8 |
| Le chef étincelant (踊る料理人, Odoru ryōrinin) Dos du tome : Takumi AldiniListe des chapitres : - Plat n°31 : Métamorphose (メタモルフォーゼ, Metamorufuoze) - Plat n°32 : Le chef étincelant (踊る料理人, Odoru ryōrinin) - Plat n°33 : À nos futurs adversaires (いずれ戦う者たちへ, Izure takakaumono-tachi e) - Plat n°34 : Les liens indéfectibles de Totsuki (遠月を巡る因縁, Tōtsuki o meguru inen) - Plat n°35 : Fantastique kaaragé - 1 (官能の唐揚げ(1), Kannō no karaage (1)) - Plat n°36 : Fantastique kaaragé - 2 (官能の唐揚げ(2), Kannō no karaage (2)) - Plat n°37 : Fantastique kaaragé - 3 (官能の唐揚げ(3), Kannō no karaage (3)) - Plat n°38 : Fantastique kaaragé - 4 (官能の唐揚げ(4), Kannō no karaage (4)) - Plat n°39 : Les élus (選ばれし者, Erabareshi mono) - Bonus : Une dégustation automnale (番外編『秋の味覚をおあがりよ!』, Bangaihen: "Aki no mikaku o oagari yo!")                                                 |                  |                   |                   |                   |
| 6 | 4 février 2014   | 978-4-08-880007-3 | 26 août 2015      | 978-2-7560-6910-4 |
| Souvenirs de bataille (斗いの記憶, Tatakai no kioku) Dos du tome : Alice NakiriListe des chapitres : - Plat n°40 : Cuisine maison (帰還, Kikan) - Plat n°41 : Celui qu'on appelait Shura (『修羅』と呼ばれだ男, "Syura" to yobareda otoko) - Plat n°42 : Un baiser matinal (目覚めの口づけ, Mezame no kuchizuke) - Plat n°43 : Le chef qui a parcouru le monde (万里を駆ける料理人, Banri o kakeru ryōrinin) - Plat n°44 : Imprévisible coup de poing (予想外のストレート, Yosō-gai no sutorēto) - Plat n°45 : Le virtuose des arômes et des épices (香りと刺激の伴奏者, Kaori to shigeki no bansōsha) - Plat n°46 : L'ascension du dragon agenouillé (龍は臥し、空へ昇る, Ryu wa fushi, sora e noboru) - Plat n°47 : Souvenirs de bataille (斗いの記憶, Tatakai no kioku) - Plat n°48 : L'inconnu connu (未知なる既知, Michi naru kichi) - Hors d'œuvre : L'été rafraîchissant de Nikumi (番外編 「真夏の肉魅さん」, Bangaihen: Manatsu no Nikumi-san) |                  |                   |                   |                   |
| 7 | 4 avril 2014     | 978-4-08-880044-8 | 14 octobre 2015   | 978-2-7560-6911-1 |
| La meute (群狼, Gunrō) Dos du tome : Akira HayamaListe des chapitres : - Plat n°49 : La meute (群狼, Gunrō) - Plat n°50 : Tout sauf banale (日常を越えるもの, Nichijō o koeru mono) - Plat n°51 : Un dîner ensorcelé (魔女の食卓, Majo no shokutaku) - Plat n°52 : Au service de la beauté (花に仕える者, Hana ni tsukaeru mono) - Plat n°53 : L'homme du Grand Nord (寒い国からやってきた男, Samui kuni kara yatekita otoko) - Plat n°54 : La fleur bourgeonnante de la compétition (花開く個の競演, Hana hiraku ko no kyōen) - Plat n°55 : Réduire l'écart par le savoir (知が穿つ穴, Chi ga ugatsu ana) - Plat n°56 : Lune de Toscane (トスカナの月, Tosukana no tsuki) - Plat n°57 : Sa mémoire (彼女の思い出, Kanojo no omoide) |                  |                   |                   |                   |
| 8 | 4 juillet 2014   | 978-4-08-880138-4 | 2 décembre 2015   | 978-2-7560-6912-8 |
| Du cœur à l'ouvrage (心をのせる, Kokoro o noseru) Dos du tome : Satoshi IsshikiListe des chapitres : - Plat n°58 : Arôme sacré (聖なる香り, Seinaru kaori) - Plat n°59 : Une arme chacun (それぞれの武器, Sorezore no buki) - Plat n°60 : Festin de guerriers (戦士たちの宴, Senshi-tachi no utage) - Plat n°61 : Du cœur à l'ouvrage (心をのせる, Kokoro o noseru) - Plat n°62 : Les meilleurs des meilleurs (強者見参, Tsuwamono kenzan) - Plat n°63 : Le plan (たくらみ, Takurami) - Plat n°64 : Sur le fil (オンザエッジ, On za edji) - Plat n°65 : L'évolution du bento (弁当進化論, Bentō shinka-ron) - Hors d'œuvre : Les vacances d'été d'Erina Nakiri (夏休みのエリナ, Natsuyasumi no Erina) |                  |                   |                   |                   |
| 9 | 4 septembre 2014 | 978-4-08-880176-6 | 17 février 2016   | 978-2-7560-6913-5 |
| Génération Diamant (『玉』の世代, "Gyoku" no sedai) Dos du tome : Yuki YoshinoListe des chapitres : - Plat n°66 : Le contenant du bento (その箱に詰めるもの, Sono hako ni tsumeru mono) - Plat n°67 : Côté clair et côté obscur (交錯する光と影, Kōsaku suru hikari to kage) - Plat n°68 : La bataille des villes portuaires (『港町』の決戦, "Minatomachi" no kessen) - Plat n°69 : Le maître en cuisine (厨房の独裁者, Chūbō no dokusaisha) - Plat n°70 : Pôles opposés (対極, Taikyoku) - Plat n°71 : Bravoure et détermination (『勇気』と『覚悟』, "Yūki" to "kakugo") - Plat n°72 : Génération Diamant (『玉』の世代, "Gyoku" no sedai) - Plat n°73 : Le diable est dans les détails (細いを穿つ, Sai o ugatsu) - Plat n°74 : Monstre raffiné (敏感怪獣, Binkan kaijū) |                  |                   |                   |                   |
| 10 | 4 novembre 2014  | 978-4-08-880212-1 | 20 avril 2016     | 978-2-7560-6914-2 |
| Les termes du combat (勝負の条件, Shōbu no jōken) Dos du tome : Shun IbusakiListe des chapitres : - Plat n°75 : Sous le masque (仮面の下, Kamen no shita) - Plat n°76 : Duel d'attitudes (決闘の作法 Kettō no sahō) - Plat n°77 : Mouchard (追跡者, Tsuisekisha) - Plat n°78 : Fragile ligne de défense (紙一重の攻防, Kamihitoe no kōbō) - Plat n°79 : Ultime joker (最後の"切り札", Saigo no kādo) - Plat n°80 : Les termes du combat (勝負の条件, Shōbu no jōken) - Plat n°81 : L'observateur (観察者、来る, Kansatsusha, kitaru) - Plat n°82 : Ligne de départ (スタートライン, Sutātorain) - Plat n°83 : Le chasseur et la proie (追う者と追われる者, Ou mono to owareru mono) - Hors-d'œuvre : Erina découvre les shôjos () |                  |                   |                   |                   |

### Tomes 11 à 20
| no | Japonais         | Japonais          | Français          | Français          |
| no | Date de sortie   | ISBN              | Date de sortie    | ISBN              |
| --- | ---------------- | ----------------- | ----------------- | ----------------- |
| 11 | 4 mars 2015      | 978-4-08-880318-0 | 22 juin 2016      | 978-2-7560-7671-3 |
| Demain sera un autre jour (朝はまた来る, Asa wa mata kuru) Dos du tome : Subaru MimasakaListe des chapitres : - Plat n°84 : Le thème caché (隠された課題, Kakusareta kadai) - Plat n°85 : Le secret de la première bouchée (一口目の秘密, Hitokuchime no himitsu) - Plat n°86 : Garnitures (ガルニーチュール, Garunīchūru) - Plat n°87 : La stratégie secrète (秘策, Hisaku) - Plat n°88 : Le pays des rêves (~夢の国~, ~Yume no kuni~) - Plat n°89 : Demain sera un autre jour (朝はまた来る, Asa wa mata kuru) - Plat n°90 : Volonté de fer contre cœur d'acier (鉄の意志、鋼の心, Tetsu no ishi, hagane no kokoro) - Plat n°91 : Les bêtes sauvages s'entre-dévorent (喰らいあう獣, Kurai au kemono) - Plat n°92 : Le dispositif d'allumage (発火装置, Hakka sōchi (faiasutātā))                                                                                       |                  |                   |                   |                   |
| 12 | 3 avril 2015     | 978-4-08-880331-9 | 6 juillet 2016    | 978-2-7560-7672-0 |
| Souvenirs du clair de lune (月光の記憶, Gekkō no kioku) Dos du tome : Sôma YukiharaListe des chapitres : - Plat n°93 : Le "sabre" annonciateur d'automne (秋を告げる〝刀〟, Aki o tsugeru "katana") - Plat n°94 : Percevoir la saison (旬をつかむ, Shun o tsukamu) - Plat n°95 : Un combat autour de la saison (「旬」を巡る戦い, 'Shun' o meguru tatakai) - Plat n°96 : La solution (掴んだ答え, Tsukanda kotae) - Plat n°97 : Souvenirs du clair de lune (月光の記憶, Gekkō no kioku) - Plat n°98 : Cumul d'expériences (積んできた"モノ", Tsunde kita "mono") - Plat n°99 : Les crocs en avant-garde (先陣をきる牙, Senjin o kiru kiba) - Plat n°100 : Une pointe de lame affûtée (鋭き刃先, Surudoki hasaki) - Plat n°101 : Un illustre sabre forgé (鍛えた名刀, Kitaeta meitō)                                                                                       |                  |                   |                   |                   |
| 13 | 4 juin 2015      | 978-4-08-880367-8 | 21 septembre 2016 | 978-2-7560-7673-7 |
| Les stagiaires (スタジエール, Sutajiēru) Dos du tome : Sôma YukiharaListe des chapitres : - Plat n°102 : La "force" de Sôma (創真の"強さ", Sōma no "tsuyosa") - Plat n°103 : "Spécialité" (スペシャリテ, Supesharite) - Plat n°104 : Une nouvelle perle (新たなる『玉』 Aratanaru "gyoku") - Plat n°105 : Les stagiaires (スタジエール, Sutajiēru) - Plat n°106 : Un restaurant à problèmes (問題の多い繁忙店, Mondai no ōi hanbōten) - Plat n°107 : Un lointain idéal (理想との距離, Risō to no kyori) - Plat n°108 : Choisir sa voie (道を選ぶ, Michi o erabu) - Plat n°109 : Un être lumineux (光をあてる者, Hikari o ateru mono) - Hors d'œuvre : Food Wars selon Ryô Nakama () - Encore une petite place pour du Food Wars (1 & 2) (食戟のソーマ 別腹！, (#1.#2) Shoku no Sōma betsubara! (#1.#2))                                                                   |                  |                   |                   |                   |
| 14 | 4 août 2015      | 978-4-08-880448-4 | 16 novembre 2016  | 978-2-7560-7674-4 |
| Le retour du magicien des légumes (魔術師再び！！, Majutsushi futatabi!!) Dos du tome : Kojirô ShinomiyaListe des chapitres : - Plat n°110 : Le retour du magicien des légumes (魔術師再び！！, Majutsu-shi futatabi!!) - Plat n°111 : Menus français (コース料理, Kōsu ryōri) - Plat n°112 : Le vade-mecum du progrès en cuisine (成長への道標, Seichō e no michishirube) - Plat n°113 : Les légumes oubliés (忘れられた野菜たち, Wasurerareta yasai-tachi) - Plat n°114 : Le nouveau Yukihira (ユキヒラ・改, Yukihira kai) - Plat n°115 : Briser les limites (ぶち破る, Buchiyaburu) - Plat n°116 : Un fruit nommé "progrès" (成長という果実, Seichō to iu kajitsu) - Plat n°117 : Une victoire magistrale (威風堂々, Ifudōdō) - Plat n°118 : Les dix maîtres de Totsuki (遠月十傑, Tōtsuki jūkketsu)                                                                   |                  |                   |                   |                   |
| 15 | 3 octobre 2015   | 978-4-08-880486-6 | 4 janvier 2017    | 978-2-7560-7675-1 |
| Le festival Gekkyô (月饗祭, Gekkyōsai) Dos du tome : Terunori KugaListe des chapitres : - Plat n°119 : Dix maîtres inaccessibles… (十傑との距離, Jūkketsu to no kyori) - Plat n°120 : Un évènement monstrueux (怪物行事, Monsutā ibento) - Plat n°121 : Éloge du goût épicé (辛味礼参, Karami raisan) - Plat n°122 : "Anesthésiant" & "relevé" (｢麻｣ と ｢辣｣, "Mā" to "rā") - Plat n°123 : Ne pas craindre l'épicé (辛さを恐れず, Karasa o osorezu) - Plat n°124 : Un hymne chanté à l'unisson (校歌斉唱, Kōka seishō) - Plat n°125 : Le festival Gekkyô (月饗祭, Gekkyōsai) - Plat n°126 : La grande stratégie de l'échoppe ambulante (屋台大作戦！, Yatai dai-sakusen!) - Plat n°127 : Murmures au clair de lune (月光のささやき, Gekkō no sasayaki) - Encore une petite place pour du Food Wars (3 & 4) (食戟のソーマ 別腹!, (#3.#4) Shoku no Sōma betsubara! (#3.#4)) |                  |                   |                   |                   |
| 16 | 4 janvier 2016   | 978-4-08-880583-2 | 1er mars 2017     | 978-2-7560-9517-2 |
| La souveraine captive (囚われの女王, Toraware no joō) Dos du tome : Erina NakiriListe des chapitres : - Plat n°128 : L'angle mort… (死角, Shikaku) - Plat n°129 : Les deux lions (獅子と獅子, Shishi to shishi) - Plat n°130 : La meute de lionceaux (若き獅子たちの群れ, Wakaki shishi-tachi no mure) - Plat n°131 : L'attente d'un homme (あの人を待ちわびて, Ano hito o machiwabite) - Plat n°132 : Le potentiel du premier siège (第一席の力, Daiisseki no chikara) - Plat n°133 : Une table obscurcie (翳りゆく食卓, Kageri yuku shokutaku) - Plat n°134 : Un nuage noir enveloppe la lune (黒雲、月を覆う, Kokuun, tsuki o ōu) - Plat n°135 : La lignée des Nakiri (薙切の血族, Nakiri no ketsuzoku) - Plat n°136 : La souveraine captive (囚われの女王, Toraware no joō)                                                                                           |                  |                   |                   |                   |
| 17 | 4 mars 2016      | 978-4-08-880628-0 | 10 mai 2017       | 978-2-7560-9518-9 |
| Sanction pour l'exemple (見せしめ, Miseshime) Dos du tome : Rindo KobayashiListe des chapitres : - Plat n°137 : Une lueur d'espoir (希望の灯火, Kibō no tomoshibi) - Plat n°138 : Erina au dortoir de l'étoile polaire (えりな、極星寮へ, Erina, kyokuseiryō e) - Plat n°139 : L'effondrement de l'académie (崩れゆく学園, Kuzure yuku gakuen) - Plat n°140 : Sanction pour l'exemple (見せしめ, Miseshime) - Plat n°141 : Souvenirs (思い出, Omoide) - Plat n°142 : Le comble de l'infamie (卑劣極まれり, Hiretsu kiwamareri) - Plat n°143 : Le début des hostilités (火蓋は切られた, Hibuta wa kirareta) - Plat n°144 : Le réel potentiel de l'alchimiste (錬金術師の実力, Renkinjutsushi no jitsuryoku) - Plat n°145 : La véritable gastronomie (真の美食, Shin no bishoku)                                                                                            |                  |                   |                   |                   |
| 18 | 2 mai 2016       | 978-4-08-880670-9 | 5 juillet 2017    | 978-2-7560-9519-6 |
| Contre-attaque lancée ! (反撃開始！！, Hangeki kaishi!!) Dos du tome : Momo AkanegakuboListe des chapitres : - Plat n°146 : L'ingrédient secret (隠し味, Kakushi aji) - Plat n°147 : Contre-attaque lancée ! (反撃開始！！, Hangeki kaishi!!) - Plat n°148 : Un retour triomphal (凱旋, Gaisen) - Plat n°149 : Du paradis à l'enfer (天国と地獄, Tengoku to jigoku) - Plat n°150 : Jeu de plateau (ボードゲーム, Bōdogēmu) - Plat n°151 : Ouverture des hostilités (開戦, Kaisen) - Plat n°152 : En reconnaissance (偵察へ, Teisatsu e) - Plat n°153 : L'antichambre de la mort (死の会場, Shi no kaijō) - Plat n°154 : Les bleus montrent les crocs (牙を剥く, Kiba o muku) |                  |                   |                   |                   |
| 19 | 4 juillet 2016   | 978-4-08-880745-4 | 6 septembre 2017  | 978-2-7560-9520-2 |
| Celui qui vise les sommets (頂を目指す者, Itadaki o mezasu mono) Dos du tome : Eishi TsukasaListe des chapitres : - Plat n°155 : Puissance maximale (最大出力, Saidai shutsuryoku) - Plat n°156 : La précision d'un thermomètre (絶対"温"感, Zettai "on"kan) - Plat n°157 : Un saumon "sautillant" (鮭は踊る, Sake wa odoru) - Plat n°158 : Un écart déterminant (その差, Sono sa) - Plat n°159 : Progrès (成長, Seichō) - Plat n°160 : Les réels sentiments d'Alice (アリスの想い, Arisu no omoi) - Plat n°161 : La démonstration des rivaux (競演, Kyōen) - Plat n°162 : Et moi, dans tout ça ? (私, Watashi) - Plat n°163 : Celui qui vise les sommets (頂を目指す者, Itadaki o mezasu mono) |                  |                   |                   |                   |
| 20 | 2 septembre 2016 | 978-4-08-880776-8 | 2 novembre 2017   | 978-2-7560-9521-9 |
| Souvenirs gelés (凍っていた想い, Kōtteita omoi) Dos du tome : Erina NakiriListe des chapitres : - Plat n°164 : Le maître et l'élève (師匠と弟子, Shishō to deshi) - Plat n°165 : Deux visages (二つの表情, Futatsu no hyōjō) - Plat n°166 : Une victoire écrasante (圧倒, Attō) - Plat n°167 : Air réjoui et mines déconfites (浮かぶ顔と浮かぬ顔, Ukabu kao to ukanu kao) - Plat n°168 : Le jour de la rencontre (出会いの日, Deai no hi) - Plat n°169 : La revanche (リベンジ, Ribenji) - Plat n°170 : Souvenirs gelés (凍っていた想い, Kōtteita omoi) - Plat n°171 : Tous avec moi ! (フォロー ミー, Forō mī) - Plat n°172 : Tous au champ de bataille ! (いざ戦いの地へ, Iza tatakai no chi e) - Encore une petite place pour du Food Wars (5) (食戟のソーマ 別腹!, (#5) Shoku no Sōma betsubara! (#5))                                                               |                  |                   |                   |                   |

### Tomes 21 à 30
| no | Japonais         | Japonais          | Français         | Français          |
| no | Date de sortie   | ISBN              | Date de sortie   | ISBN              |
| --- | ---------------- | ----------------- | ---------------- | ----------------- |
| 21 | 4 novembre 2016  | 978-4-08-880806-2 | 3 janvier 2018   | 978-2-7560-9892-0 |
| 遠月列車は行く (Tōtsuki-ressha wa iku) Dos du tome :Liste des chapitres : - Plat n°173 : 不平等 (Fubyōdō) - Plat n°174 : 時をかける鮭 (Toki o kakeru sake) - Plat n°175 : 遠月列車は行 (Tōtsuki-ressha wa iku) - Plat n°176 : 雪の日の悪戯 (Yuki no hi no itazura) - Plat n°177 : 立ち上がる女騎士 (Tachiagaru onna kishi) - Plat n°178 : 輝く街 (Kagayaku machi) - Plat n°179 : 対面 (Taimen) - Plat n°180 : リベンジ・マッチ (Ribenji matchi) - Plat n°181 : 熊肉を攻略せよ (Kuma niku o kōryakuseyo) - Encore une petite place pour du Food Wars (6 & 7) (食戟のソーマ 別腹!, (#6.#7) Shoku no Sōma betsubara! (#6.#7)) |                  |                   |                  |                   |
| 22 | 31 décembre 2016 | 978-4-08-880886-4 | 28 février 2018  | 978-2-7560-9893-7 |
| ライバルとの再戦 (Raibaru to no saisen)Liste des chapitres : - Plat n°182 : 新十傑の誕生 (Shin jukketsu no tanjō) - Plat n°183 : 新たな切り口 (Arata na kirikuchi) - Plat n°184 : 恩義 (Ongi) - Plat n°185 : ライバルとの再戦 (Raibaru to no saisen) - Plat n°186 : うまみの綱渡り (Umami no tsunawatari) - Plat n°187 : 爆ぜよメンチカツ (Haze yo menchi katsu) - Plat n°188 : 第１ラウンド (Dai ichi raundo) - Plat n°189 : 第２ラウンド (Dai ni raundo) - Plat n°190 : (誰が為に Ta ga tame ni) |                  |                   |                  |                   |
| 23 | 3 mars 2017      | 978-4-08-881020-1 | 9 mai 2018       | 978-2-413-00285-7 |
| 荒野を拓く者 (Kōya o hiraku mono) Dos du tome :Liste des chapitres : - Plat n°191 : 熱戦の果てに (Nessen no hate ni) - Plat n°192 : 乱舞 (Ranbu) - Plat n°193 : 宣戦布告 (Sensen fukoku) - Plat n°194 : 代償 (Daishō) - Plat n°195 : 荒野を拓く者 (Kōya o hirakumono) - Plat n°196 : 先頭を征く者 (Sentō o yukumono) - Plat n°197 : 傷だらけの者 (Kizu darake no mono) - Plat n°198 : 力尽きた者 (Chikara tsukita mono) - Plat n°199 : 創真の“強さ” (Sōma no "tsuyosa") - (Jump GIGA Special Project!!) |                  |                   |                  |                   |
| 24 | 2 mai 2017       | 978-4-08-881072-0 | 4 juillet 2018   | 978-2-413-00286-4 |
| ようこそ決戦の地へ (Yōkoso kessen no chi e) Dos du tome :Liste des chapitres : - Plat n°200 : 特訓開始！ (Tokkun kaishi!) - Plat n°201 : タクミの執念 (Takumi no shūnen) - Plat n°202 : えりなの研鑽 (Erina no kensan) - Plat n°203 : 再確認 (Saikakunin) - Plat n°204 : 第十席の決意 (Dai jusseki no ketsui) - Plat n°205 : 幸せの創造者 (Shiawase no sōzōsha) - Plat n°206 : ようこそ決戦の地へ (Yōkoso kessen no chi e) - Plat n°207 : 悪運 (Akuun) - Plat n°208 : 地に足つけて (Chi ni ashi tsukete) |                  |                   |                  |                   |
| 25 | 4 juillet 2017   | 978-4-08-881182-6 | 5 septembre 2018 | 978-2-413-01000-5 |
| 落ちこぼれの生き方 (Ochikobore no ikikata) Dos du tome :Liste des chapitres : - Plat n°209 : 落ちこぼれの生き方 (Ochikobore no ikikata) - Plat n°210 : 東西の腐れ縁 (Tōzai no kusareen) - Plat n°211 : 絶対的裁定者 (Zettaiteki saiteisha) - Plat n°212 : 温故ＶＳ知新 (Onko VS chishin) - Plat n°213 : 可能性の器 (Kanōsei no utsuwa) - Plat n°214 : 強さの起源 (Tsuyosa no kigen) - Plat n°215 : 肉厚は正義 (Nikuatsu wa seigi) - Plat n°216 : 極星寮を背負って (Kyokuseiryō o seotte) - Plat n°217 : 1st BOUTを経て (Fāsuto Bauto o hete)                                                                               |                  |                   |                  |                   |
| 26 | 4 septembre 2017 | 978-4-08-881204-5 | 7 novembre 2018  | 978-2-413-01001-2 |
| 2nd BOUT (Sekando Bauto) Dos du tome :Liste des chapitres : - Plat n°218 : ruby-ja (2nd, セカンド) BOUT - Plat n°219 : 存在の証明 (Sonzai no shōmei) - Plat n°220 : 竜胆、いざ参らん (Rindō, iza mairan) - Plat n°221 : 辛味大合戦 (Karami daigassen) - Plat n°222 : 守りたいもの (Mamoritai mono) - Plat n°223 : フィールドを超えて (Fīrudo o koete) - Plat n°224 : ストロボ、輝く (Sutorobo, kagayaku) - Plat n°225 : 貫く武士道 (Tsuranuku bushidō) - Plat n°226 : 揃い踏む時 (Soroibumu toki) |                  |                   |                  |                   |
| 27 | 2 novembre 2017  | 978-4-08-881224-3 | 2 janvier 2019   | 978-2-413-01002-9 |
| 3rd BOUT (Sādo Bauto) Dos du tome :Liste des chapitres : - Plat n°227 : 2nd BOUTの行方 (Sekando Bauto no yukue) - Plat n°228 : 希望の連帯 (Kibō no rentai) - Plat n°229 : 3rd BOUT (Sādo Bauto) - Plat n°230 : 勝利を狙え！ (Shōri o nerae!) - Plat n°231 : 円陣全開！ (Enjin zenkai!) - Plat n°232 : 乾坤一擲 (Kenkonitteki) - Plat n°233 : 成長の証明 (Seichō no shōmei) - Plat n°234 : 終わったぜ お前…‼ (Owatta ze omae…!!) - Plat n°235 : 食の錬金術士 (Shoku no renkinjutsushi) |                  |                   |                  |                   |
| 28 | 2 février 2018   | 978-4-08-881321-9 | 27 février 2019  | 978-2-413-01699-1 |
| 一年坊主 (Ichinen bōzu) Dos du tome :Liste des chapitres : - Plat n°236 : 最初から… (Saisho kara…) - Plat n°237 : 双つの月が輝くピッツァ (Futatsu no tsuki ga kagayaku pittsua) - Plat n°238 : 女王さまのタルト (Joō-sama no taruto) - Plat n°239 : 彼女のファイティングスタイル (Kanojo no faitingusutairu) - Plat n°240 : かわいくない (Kawaikunai) - Plat n°241 : 武士の誉れ (Bushi no homare) - Plat n°242 : 一本の刃 (Ippon no yaiba) - Plat n°243 : 一年坊主 (Ichinen bōzu) - Plat n°244 : 4th BOUT (Fōsu Bauto) |                  |                   |                  |                   |
| 29 | 2 mai 2018       | 978-4-08-881361-5 | 24 avril 2019    | 978-2-413-01700-4 |
| 終局戦 (Shūkyoku-sen) Dos du tome :Liste des chapitres : - Plat n°245 : "可愛さ"のカリスマ ("Kawaisa" no Karisuma) - Plat n°246 : カワイイ"女王"様 (Kawaī "joō"-sama) - Plat n°247 : 氷の女王 (Kōri no joō) - Plat n°248 : 凡人の気持ち (Bonjin no kimochi) - Plat n°249 : 君の横顔 (Kimi no Yokogao) - Plat n°250 : 司瑛士という男 (Tsukasa Eishi to iu otoko) - Plat n°251 : 招かれざる客 (Manekarezaru kyaku) - Plat n°252 : 終局戦 (Shūkyoku-sen) - Plat n°253 : 真の美食 (Shin no Bishoku) |                  |                   |                  |                   |
| 30 | 4 juillet 2018   | 978-4-08-881411-7 | 3 juillet 2019   | 978-2-413-01701-1 |
| 必殺のコース料理 (Hissatsu no kōsu ryōri) Dos du tome :Liste des chapitres : - Plat n°254 : 饗宴と飢餓 (Kyōen to kiga) - Plat n°255 : 荒野に惑う者 (Kōya ni madou mono) - Plat n°256 : 白き鎧の眩耀 (Shiroki yoroi no gen'yō) - Plat n°257 : 必殺料理の作り方 (Hissatsu ryōri no tsukurikata) - Plat n°258 : 必殺の料理 (Hissatsu no ryōri) - Plat n°259 : 二人の食戟 (Futari no shokugeki) - Plat n°260 : 必殺のコース料理 (Hissatsu no kōsu ryōri) - Plat n°261 : 反逆の天使 (Hangyaku no Tenshi) - Plat n°262 : 希望の唄 (Kibō no uta)                                                                                  |                  |                   |                  |                   |

### Tomes 31 à 36
| no | Japonais         | Japonais          | Français         | Français          |
| no | Date de sortie   | ISBN              | Date de sortie   | ISBN              |
| --- | ---------------- | ----------------- | ---------------- | ----------------- |
| 31 | 4 septembre 2018 | 978-4-08-881563-3 | 4 septembre 2019 | 978-2-413-01702-8 |
| 新生"遠月学園" (Shinsei "Tōtsuki gakuen") Dos du tome :Liste des chapitres : - Plat n°263 : 新生"遠月学園" (Shinsei "Tōtsuki gakuen") - Plat n°264 : 差出人：田所恵 (Sashidashinin: Tadokoro Megumi) - Plat n°265 : 創真と恵の湯けむり事件簿 其の1 ～湯気の向こうに潜む闇～ (Sōma to Megumi no yukemuri jiken-bo sono 1 ~yuge no mukō ni hisomu yami~) - Plat n°266 : 創真と恵の湯けむり事件簿 其の2 ～～ (Sōma to Megumi no yukemuri jiken-bo sono 2 ~~) - Plat n°267 : 創真と恵の湯けむり事件簿 其の3 ～真夜中の料理人～ (Sōma to Megumi no yukemuri jiken-bo sono 3 ~mayonaka no ryōrinin~) - Plat n°268 : 創真と恵の湯けむり事件簿 其の4 ～遠月学園第十席 田所恵～ (Sōma to Megumi no yukemuri jiken-bo sono 4 ~Tōtsuki gakuen dai jusseki Tadokoro Megumi~) - Plat n°269 : 創真と恵の湯けむり事件簿 其の5 ～恵のホスピタリティ～ (Sōma to Megumi no yukemuri jiken-bo Sono 5 ~Megumi no Hosupitariti~) - Plat n°270 : 本当の犯人 (Hontō no hannin) - Plat n°271 : 世代最強の息子 (Sedai Saikyō no Musuko) |                  |                   |                  |                   |
| 32 | 4 décembre 2018  | 978-4-08-881645-6 | 30 octobre 2019  | 978-2-413-02244-2 |
| 不穏なる来訪者 (Fuon'naru raihōsha) Dos du tome :Liste des chapitres : - Plat n°272 : 不穏なる来訪者 (Fuon'naru raihōsha) - Plat n°273 : もう一人の息子 (Mōhitori no musuko) - Plat n°274 : 先生 vs 第一席 (Sensei vs dai isseki) - Plat n°275 : そっちの方が面白れぇ (Sotchi no hō ga omoshirē) - Plat n°276 : 勃発⁉恋愛バトル (Boppatsu!? Ravu batoru) - Plat n°277 : ２年生学期末試験 (2-nensei gakki matsu shiken) - Plat n°278 : 夜はうごめいて (Yoru wa ugomeite) - Plat n°279 : 狼煙を上げろ (Noroshi o agero) - Plat n°280 : 逆転の香気 (Gyakuten no kōki) - Plat n°281 : THE BLUE (Za Burū) |                  |                   |                  |                   |
| 33 | 4 février 2019   | 978-4-08-881719-4 | 8 janvier 2020   | 978-2-41-302243-5 |
| 真夜中の真価 (Mayonaka no shinka) Dos du tome :Liste des chapitres : - Plat n°282 : ゆきひらという場所 (Yukihira to iu basho) - Plat n°283 : 狙う者、狙われる者 (Nerau mono, nerawareru mono) - Plat n°284 : 死にゆく料理人 (Shi ni yuku ryōrinin) - Plat n°285 : 最後の晩餐 (Saigo no bansan) - Plat n°286 : 料理人の価値 (Shefu no puraisui) - Plat n°287 : コンビニの合戦 (Konbini no gassen) - Plat n°288 : 破格の定食 (Hakaku no teishoku) - Plat n°289 : 俺はお前になりたい (Ore wa omae ni naritai) - Plat n°290 : 真夜中の真価 (Mayonaka no shinka) |                  |                   |                  |                   |
| 34 | 4 avril 2019     | 978-4-08-881796-5 | 18 mars 2020     | 978-2-41-302769-0 |
| 交差する刃 (Kurosu naibuzu) Dos du tome :Liste des chapitres : - Plat n°291 : 異能の料理人 (Inō no ryōrijin) - Plat n°292 : 持つ者と、持たざる者 (Motsumono to, motazarumono) - Plat n°293 : 猛る兵装 (Takeru amudo) - Plat n°294 : 真夏のクリスマス (Manatsu no Kurisumasu) - Plat n°295 : 幸平創馬の"異能" (Yukihira Sōma no "Inō") - Plat n°296 : 交差する刃 (Kōsa suru Ha) - Plat n°297 : 欠けた半月 (Kaketa hangetsu) - Plat n°298 : (二人には-Futari ni wa) - Plat n°299 : 陰陽互根 (Onyō gokon) |                  |                   |                  |                   |
| 35 | 4 juin 2019      | 978-4-08-881841-2 | 1er juillet 2020 | 978-2-41-302770-6 |
| "神の舌"の絶望 ("Kami no shita" no zetsubō) Dos du tome :Liste des chapitres : - Plat n°300 : 呪願文 (Juganmon) - Plat n°301 : 氷の魔女 (Kōri no majo) - Plat n°302 : 魔手爪牙 (Mashu sōga) - Plat n°303 : "神の舌"の絶望 ("Kami no shita" no zetsubō) - Plat n°304 : "神の舌"の呪い ("Kami no shita" no noroi) - Plat n°305 : 親父越え (Oyaji goe) - Plat n°306 : 一箭双雕 (Issen sōchō) - Plat n°307 : 魔術師の魔法 (Majutsushi no mahō) - Plat n°308 : 従える者 (Shitagaerumono) |                  |                   |                  |                   |
| 36 | 4 octobre 2019   | 978-4-08-882073-6 | 9 septembre 2020 | 978-2-41-302858-1 |
| Soma le chef duelliste (食戟のソーマ, Shokugeki no Sōma) Dos du tome :Liste des chapitres : - Plat n°309 : その心は (Sono kokoro wa) - Plat n°310 : 美味の激突 (Bimi no gekitotsu) - Plat n°311 : 失敗の味 (Shippai no aji) - Plat n°312 : 自分自身の味 (Jibunjishin no aji) - Plat n°313 : "神の舌"に惑う者 ("Kami no shita" ni madoumono) - Plat n°314 : 極上の石たち (Gokujō no ishitachi) - Plat n°315 : Soma le chef duelliste (食戟のソーマ, Shokugeki no Sōma) - Plat n°316 : デザート-章1-Le Présent (Dezāto -shō 1- Le Présent) - Plat n°317 : デザート-章2-Le Passé (Dezāto -shō 2- Le Passé) - Plat n°318 : デザート-章3-Le Futur (Dezāto -shō 3- Le Futur) |                  |                   |                  |                   |